# Битка при Боруй
Битката при Бору̀й се провежда през юни 1208 г. близо до град Стара Загора между българите и Латинската империя. Резултатът от битката е победа за българите.

## Причини за конфликта
През лятото на 1208 г. новият цар на България Борил, който продължава войната на предшественика си Калоян срещу Латинската империя, напада Тракия. Латинският император Анри Фландърски събира армия в Силиври и се насочва към Одрин.

## Битка
Научавайки за придвижването на рицарите, българите отстъпват към по-добри позиции в района на Боруй (Стара Загора). През нощта те изпращат пленени византийци и плячка на север към Балкана и се преместват в боен строй близо до латинския лагер. Латинските бойци, които са на пост, оказват свиреп отпор, за да дадат време на останалите да се приготвят за битка. Докато повечето от латинците образуват отряда си, преди да си сложат бронята те претърпяват тежки загуби, причинени от българските стрелци. През това време българската кавалерията успява да заобиколи латинските флангове и атакува главните сили. В битката, която последва, рицарите губят много хора, а самият император Анри Фландърски е хванат в примка и едва успява да избегне пленяване – рицар успял да среже въжето с меча си и да го защити с бронираното си тяло от българските стрели. В края рицарите принуждават българската кавалерия да се отдръпне и латинската армия започва да се изтегля към Пловдив в боен строй.